# Arbeitskreis Blumen für Stukenbrock
Der Arbeitskreis „Blumen für Stukenbrock“ wurde im Jahr 1967 von Mitgliedern der Friedensbewegung gegründet. Er ist somit eine der ältesten Gedenkstätten-initiativen für Sowjetische Kriegsgräberstätten in der Bundesrepublik Deutschland. Neben einer alljährlichen Gedenkveranstaltung am Antikriegstag, sorgt er sich um den Erhalt des Friedhofs in Stukenbrock-Senne und die Unterstützung der Überlebenden des Kriegsgefangenenlagers Stalag 326.

## Entstehungsgeschichte

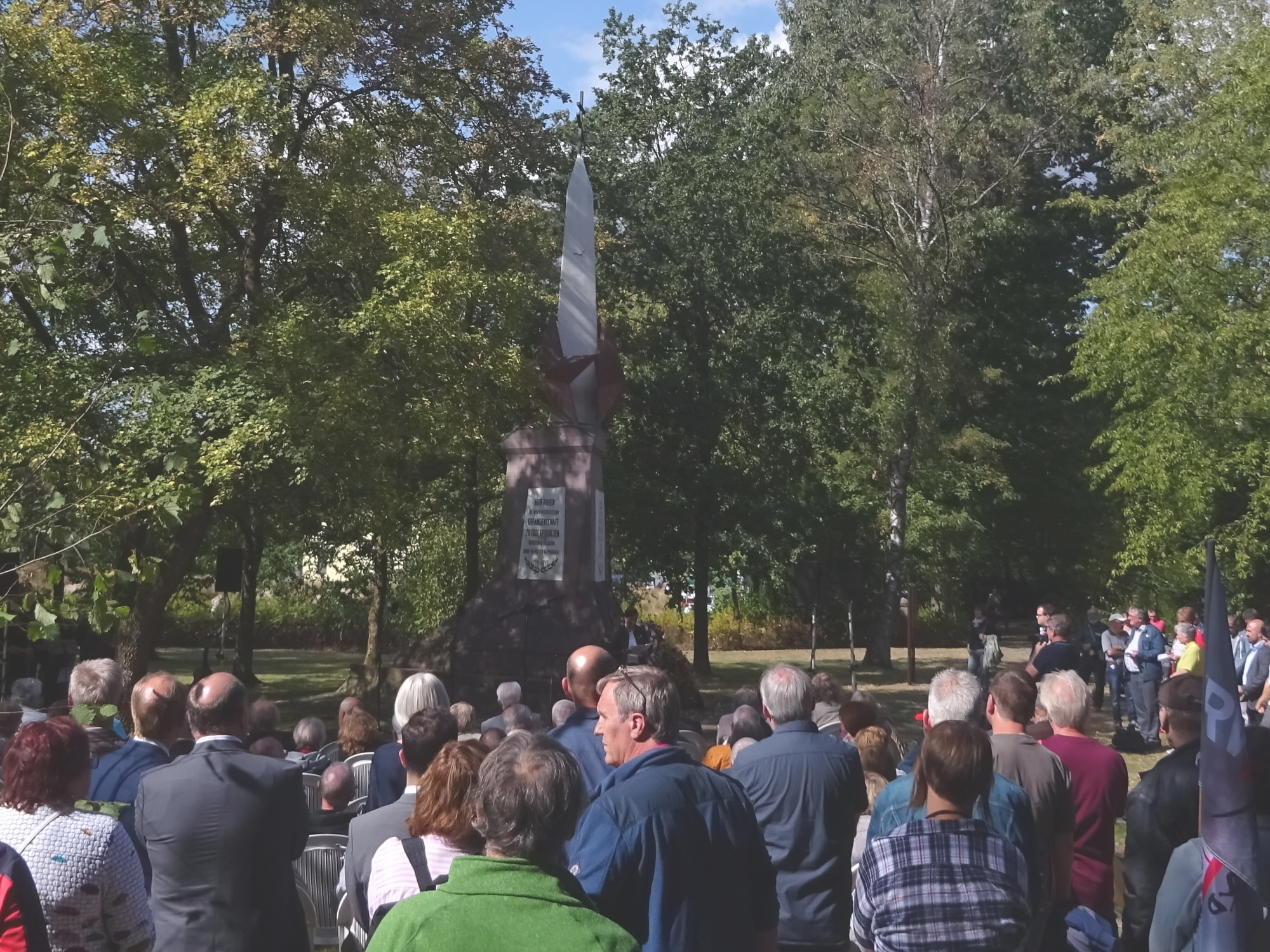
Gedenkveranstaltung des Arbeitskreises zum Antikriegstag 2018

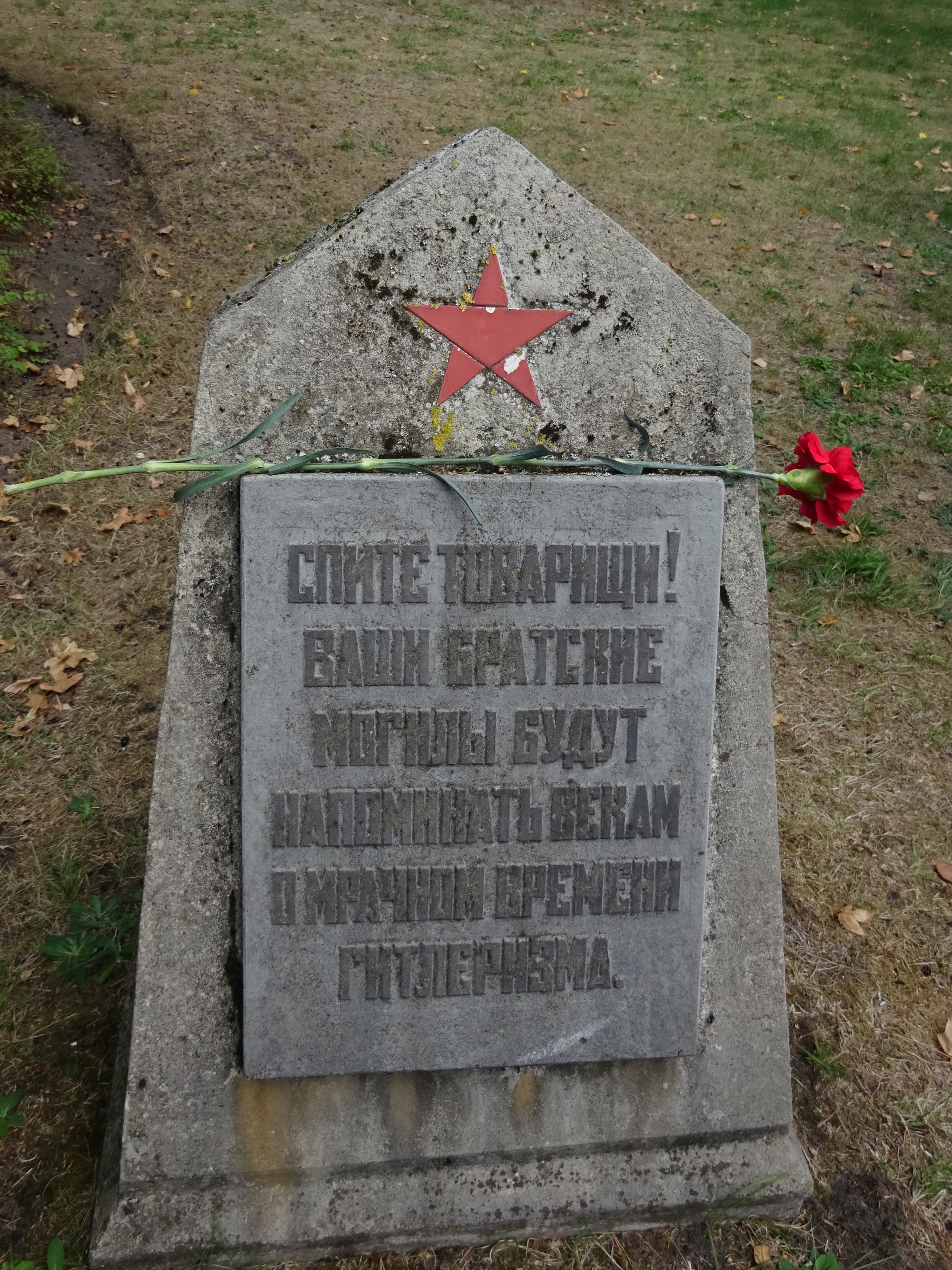
Grabstein mit Rose belegt

Der Arbeitskreis hat seinen Ursprung in einem Bibelkreis evangelischer Pfarrer der ›Kirchlichen Bruderschaft‹, der sich ab November 1962 in Lemgo traf, um geistige und politische Fragen zu diskutieren.
Der am Arbeitskreis beteiligte Lemgoer Pastor Heinrich Diestelmeier beschäftigt sich dabei auch mit seiner persönlichen Schuld während des Nationalsozialismus und war der Ansicht, dass Stukenbrock ein Symbol auch für sein persönliches Versagen sei. Daher wurde der Arbeitskreis erweitert zum aktiven Gedenken insbesondere der Ermordung der russischen Kriegsgefangenen im Lager 326/VI-K Stukenbrock. Ab 1967 schlossen sich dem Arbeitskreis auch Kommunisten, Gewerkschafter, Sozialdemokraten, wie der damalige SPD-Bundestagsabgeordneten Heinrich Junker und sein späteren Nachfolger Kurt Vogelsang sowie Unabhängige Bürger an. Im selben Jahr wurde die erste Gedenkveranstaltung am 2. September 1967 auf dem Friedhof abgehalten.
Ende der 60er-Jahre meldeten sich auf einen Aufruf des Arbeitskreises in der Prawda etwa 30 Überlebende des Lagers, die wichtige Informationen über das mörderische Lagerleben erbrachten. Dank Spenden konnten jährlich einige Überlebende auch nach Stukenbrock reisen und an den Feiern teilnehmen.
1970 wurde der Arbeitskreis in Blumen für Stukenbrock umbenannt, weil am Antikriegstag auf jeden Grabstein eine Blume gelegt wird. Bei der Gedenkveranstaltung 1970 nahmen ungefähr 5000 Personen teil. U.a. nahmen auch der damalige Botschafter der Sowjetunion und Delegationen aus den damaligen Ostblockländer teil. Ein Vertreter der BRD fehlte, welches vom Arbeitskreis kritisiert wurde.
1984 wurde Arbeitskreis zum gemeinnützigen Verein Arbeitskreis Blumen für Stukenbrock e.V. Neben dem Gedenken, kümmerte er sich vor allem um die Unterstützung der Überlebenden des Lagers.
1989 erst geriet der Friedhof ins Blickfeld einer größeren Öffentlichkeit, da dieser gemeinsam von Hannelore Kohl, Christina Rau und Raissa Gorbatschowa am Rande eines Staatsbesuchs besucht wurde. Die vom Arbeitskreis jahrelang geforderte Dokumentationsstätte wurde 1996 im ehemaligen Arresthaus eröffnet.

## Kritik
Die Junge Union kritisierte 1970, dass die Toten für politische Ziele missbraucht würden. Der damalige JU-Vorsitzende und langjährige Europaabgeordnete Elmar Brok sagte später, dass seine Partei sich nie am AK Blumen für Stukenbrock beteiligt hätte, da dieser fest in den Händen der DKP gewesen sei, welches niemals den Tatsachen entsprach. Auch Funktionsträger aus Schloß Holte-Stukenbrock kritisierten die Veranstaltung, da sie befürchteten, die Gemeinde bekomme einen schlechten Ruf, wenn sie mit dem Kriegsgefangenenlager in Verbindung gebracht würde. Dagegen meint die SPD Paderborn, dass über Jahrzehnte hinweg eine Handvoll engagierter Menschen der Zivilgesellschaft und der Kirchen im Arbeitskreis „Blumen für Stukenbrock“ ehrenamtlich und entgegen der verbreiteten Ignoranz unverdrossen und würdig das Gedenken an die Opfer des Stalag 326 gepflegt haben.

### Beobachtung durch den Verfassungsschutz
Auch der Verfassungsschutz beäugte den Arbeitskreis intensiv, So identifizierte er bei der ersten Gedenkveranstaltung 1967 sämtliche  Autokennzeichen der rund 700 Teilnehmer und benachrichtigte die Polizeibehörden in den Wohnorten der Teilnehmer.

## Antifa Camp
Seit vielen Jahren findet vor dem Gedenktag ein antifaschistisches Jugendcamp, organisiert von DGB-Jugend, Falken, SDAJ und weiteren, in der Nähe des Ehrenfriedhof statt. Ursprünglich war es als eine Mahnwache gestartet, da vor dem Antikriegstag es häufig zu Grabschändungen auf dem Friedhof kam.

## Gedenkstätte Stalag Stukenbrock
Der Arbeitskreis kritisierte 2021 das bekannt gewordene Konzept für die Gedenkstätte, da neben dem Schicksal der Sowjetischen Kriegsgefangenen, dieses auch die Nachkriegsnutzung als Unterbringung für Vertriebene vorsah. Der Arbeitskreis befürchtete durch die Nebeneinanderstellung Geschichtsrevisionismus